# ビティレブ島

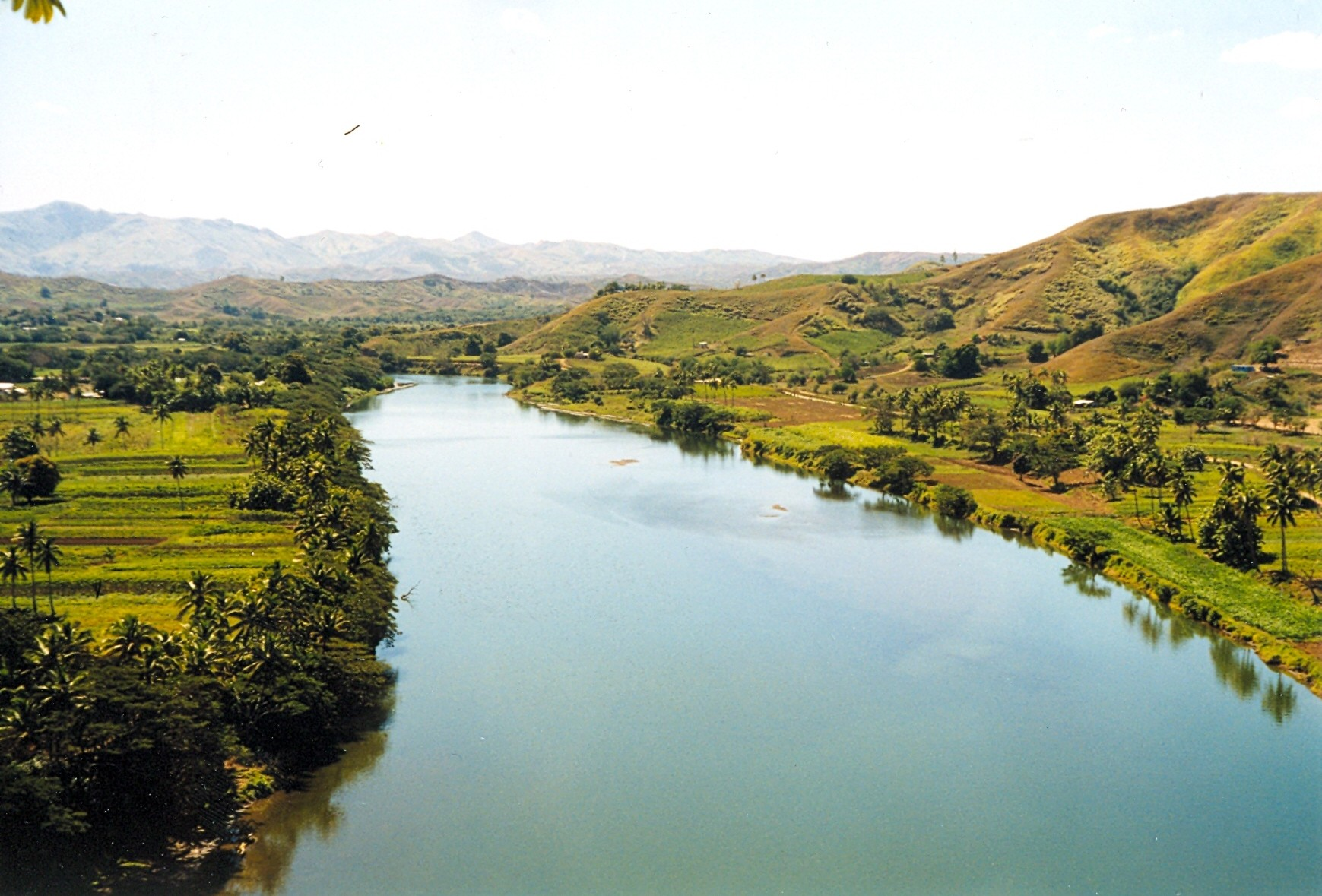
シガトカ川

ビティレブ島（ビティレブとう、Viti Levu Island）は、太平洋南部のフィジー諸島最大の島。首都スバ、国際空港のあるナンディなどの都市があるフィジーの中心的な島である。「ビティ＝フィジー」、「レブ＝大きい」、という意味である。
面積は10,388km2で、岐阜県と同じくらいである。全般的に山がちで平野は少ない。一番高い山はトマニビ山（Mt. Tomanivi、旧称：ヴィクトリア山 Mt. Victoria）の1,324mである。
島の北側にバトゥイラ海峡（Vatu-i-Ra Channel）、南側にカンダブ水路（Kandavu Passage）がある。また、南部のナブア川の上流部には自然保護区があり、2006年にラムサール条約登録地となった。一帯の森林には固有種のサゴヤシのフィジーゾウゲヤシが生え、Redigobius leveriとSchismatogobius chrysonotusの2種の固有種の淡水魚および17種の固有種の鳥類が生息している。
主要都市は東部の首都スバ、西部のラウトカ、ナンディ。農作物はサトウキビ、バナナ、ココヤシなどが栽培される。